# Subačius
Subačius (deutsch, veraltet: Subotschen) ist eine Stadt in der Rajongemeinde Kupiškis, 14 km südwestlich von Kupiškis, an der Straße Daugavpils – Panevėžys (KK122), am rechten Flussufer von Viešinta. Wichtige Sehenswürdigkeiten und Einrichtungen sind die 1940 erbaute katholische Kirche des Heiligen Franz von Assisi, das Gymnasium Subačius, die Bibliothek (seit 1940) sowie das Postamt. Die Eisenbahnstrecke Radviliškis – Daugavpils verläuft durch das Stadtgebiet.

## Geschichte
Das Städtchen hat seine Anfänge vor dem Ersten Weltkrieg im Territorium des Dorfs Dvariškiai (Rajon Kupiškis), nachdem die Eisenbahnstrecke Radviliškis – Daugavpils 1873 sowie der Bahnhof gebaut wurde.
1958 erhielt Subačius Stadtrechte. In der Sowjetzeit wurde das örtliche Lager für Erdölprodukte gebaut – seinerzeit ein geheim gehaltenes Projekt, das offiziell Kombinat „Gintaras“ genannt wurde.

## Söhne der Stadt
- Virgilijus Alekna (* 1972), Diskuswerfer, Olympiasieger
- Romualdas Karazija (* 1942), Physiker, Professor der Pädagogischen Universität Vilnius
- Artūras Skardžius (* 1960), Manager und Politiker

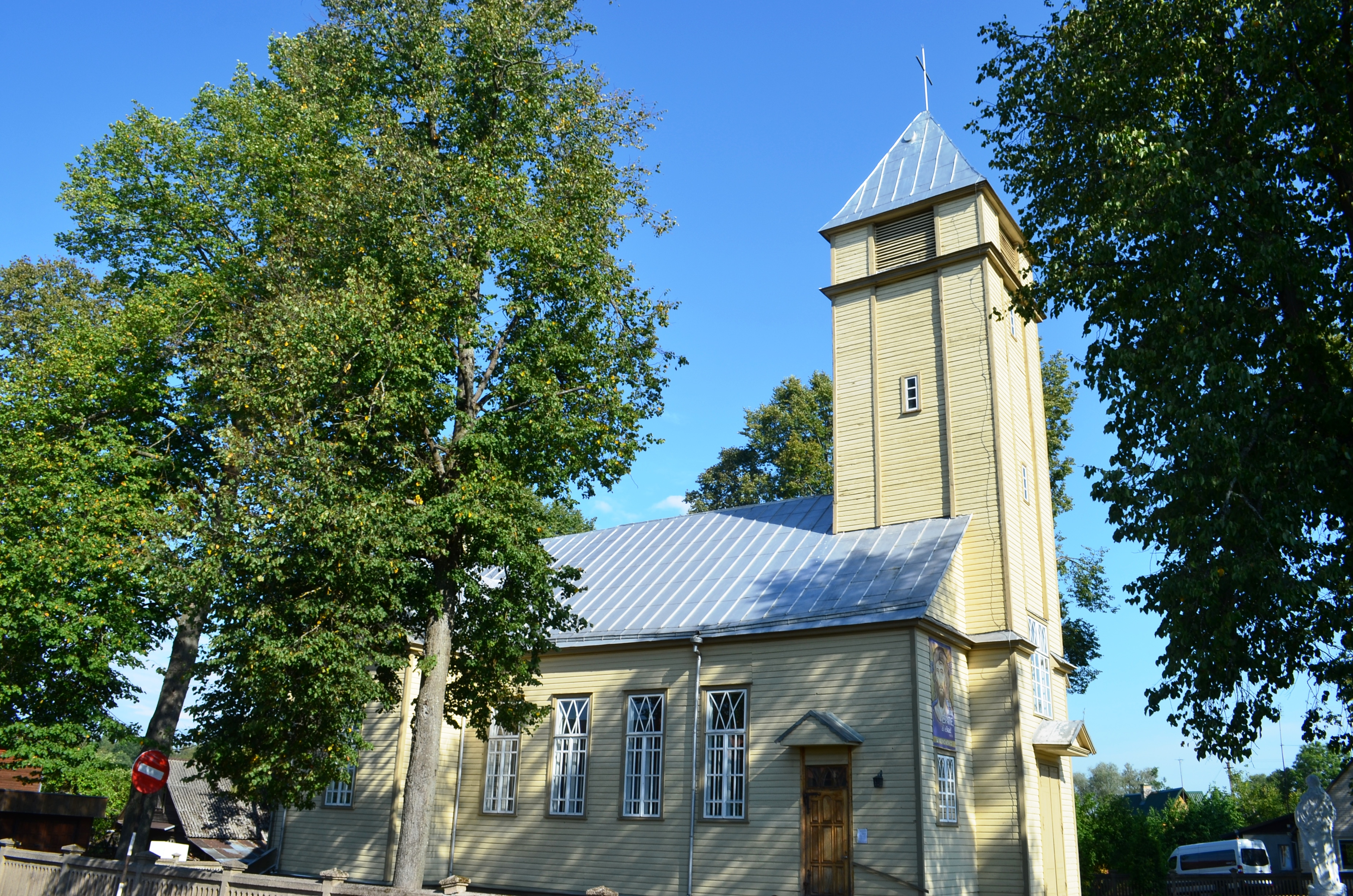
Katholische Kirche
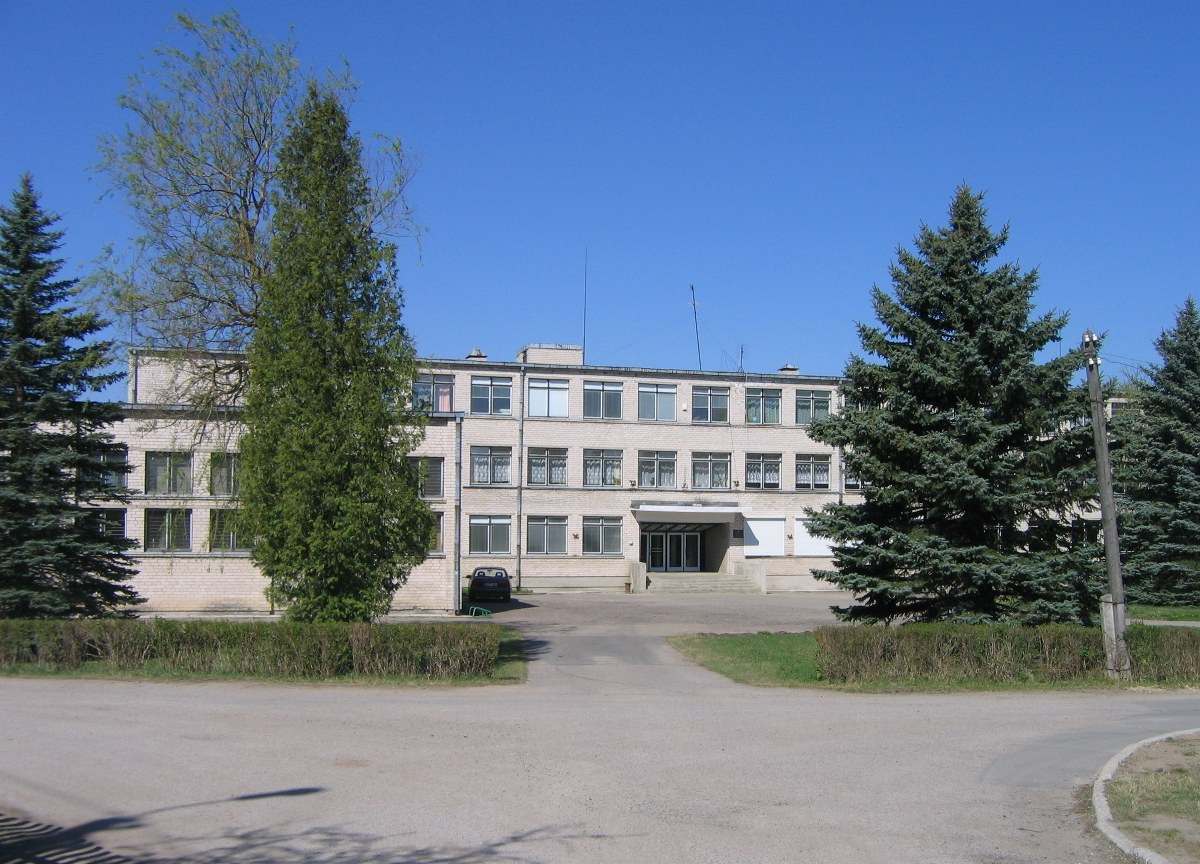
Mittelschule
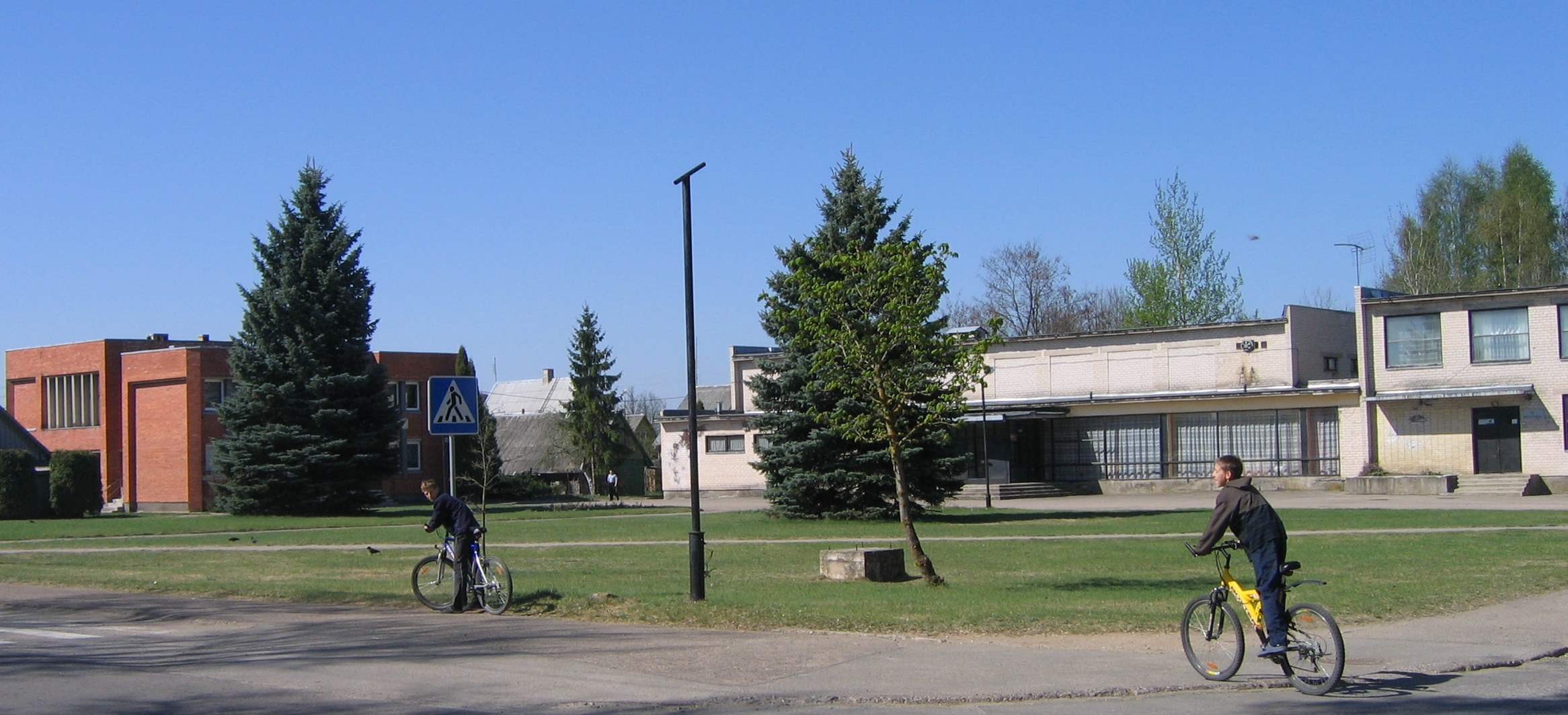
Hauptplatz der Stadt
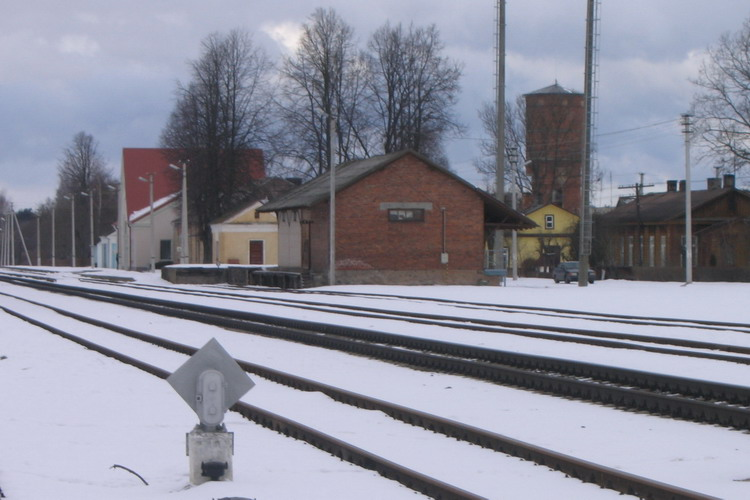
Bahnhof Subačius
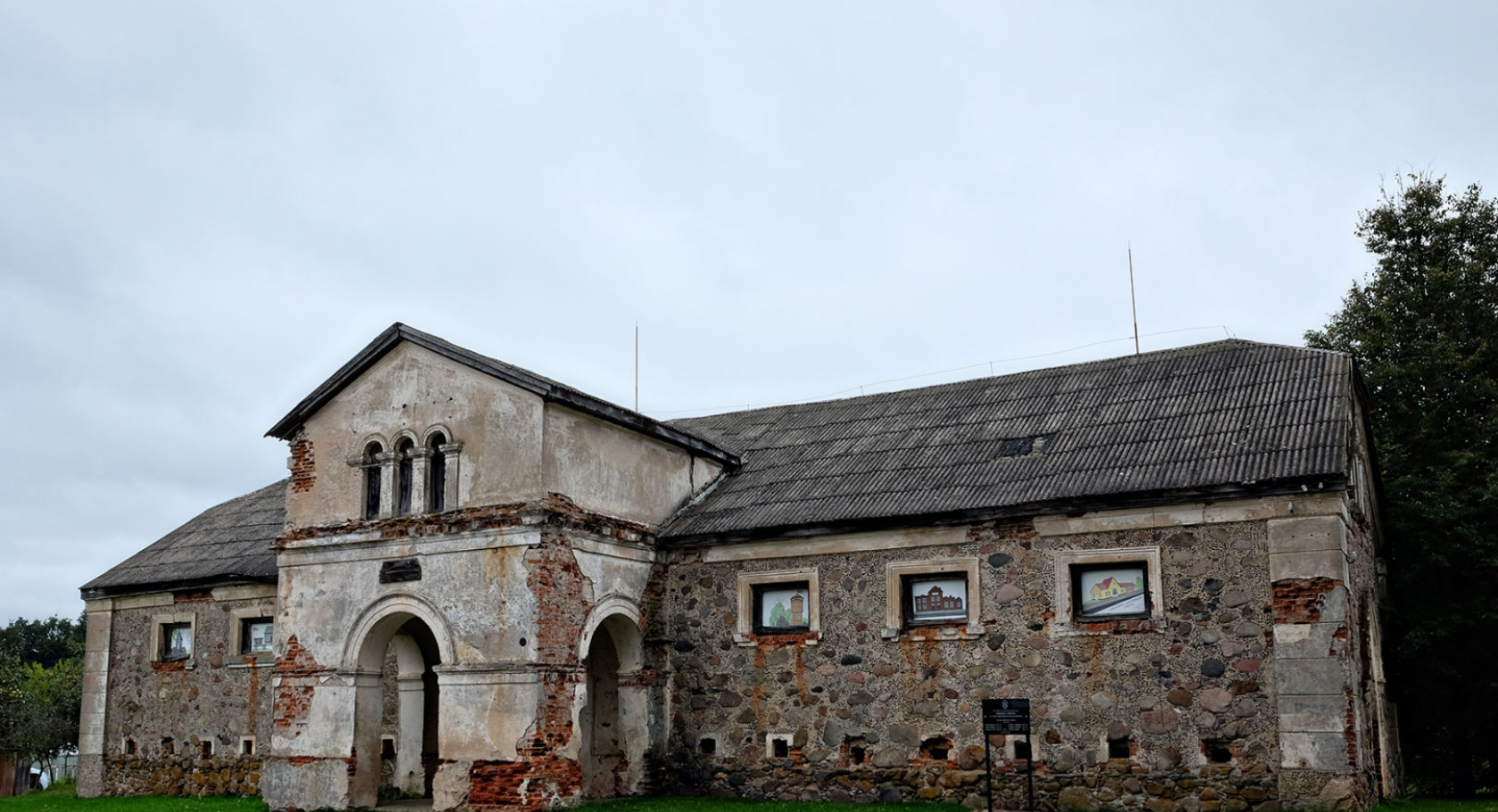
Getreidemagazin, erbaut Mitte des 19. Jahrhunderts
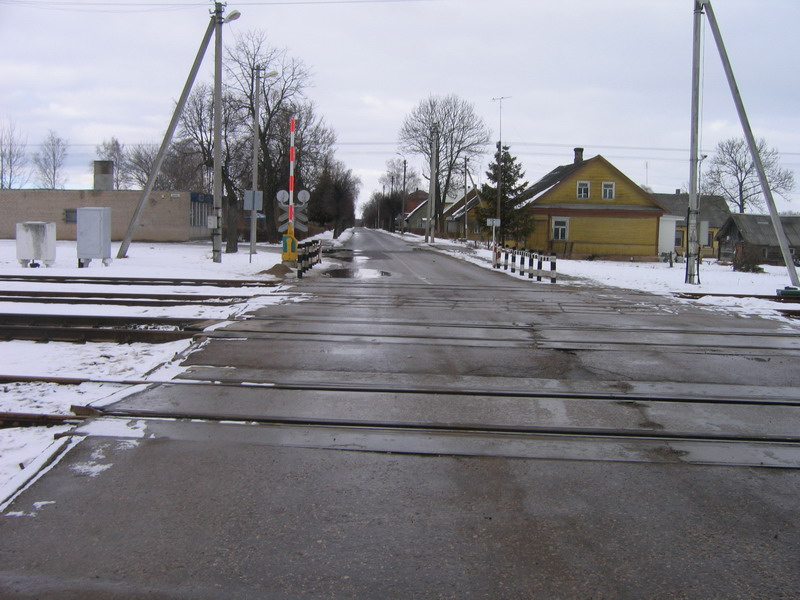
Hauptstraße von Subačius ist die Biržų-Strasse.
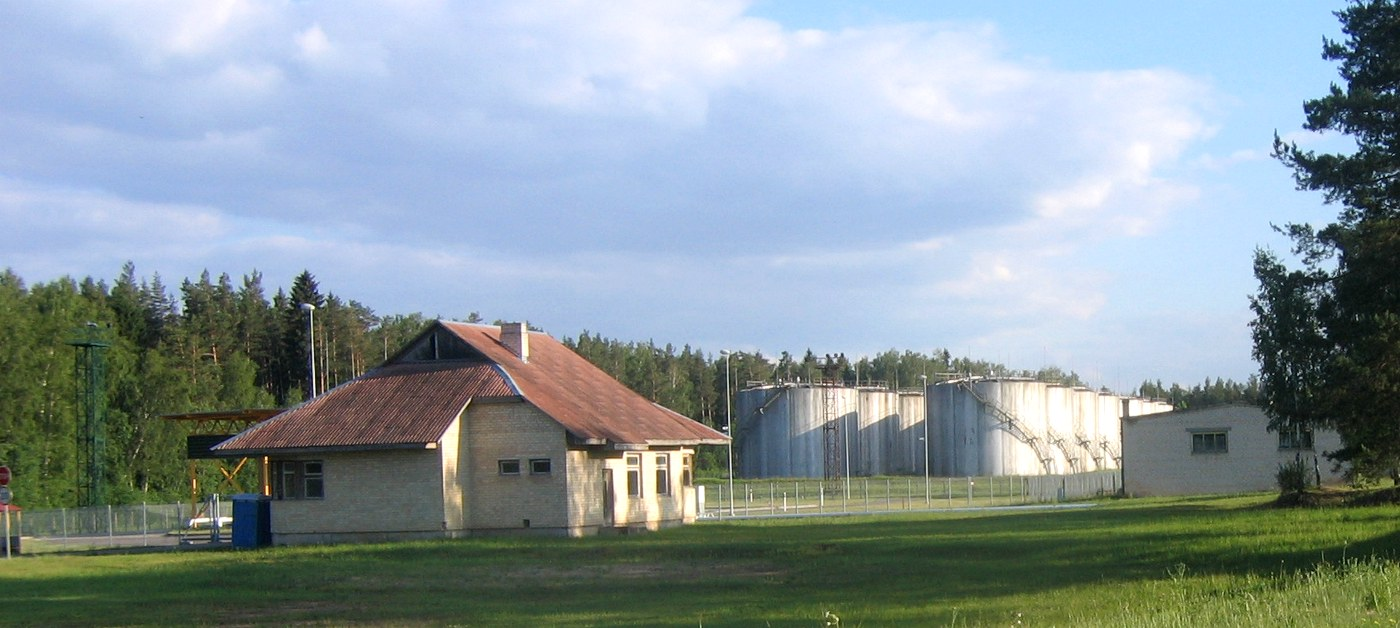
Erdölproduktenbasis